# Société de construction et d'entretien de matériel industriel et agricole

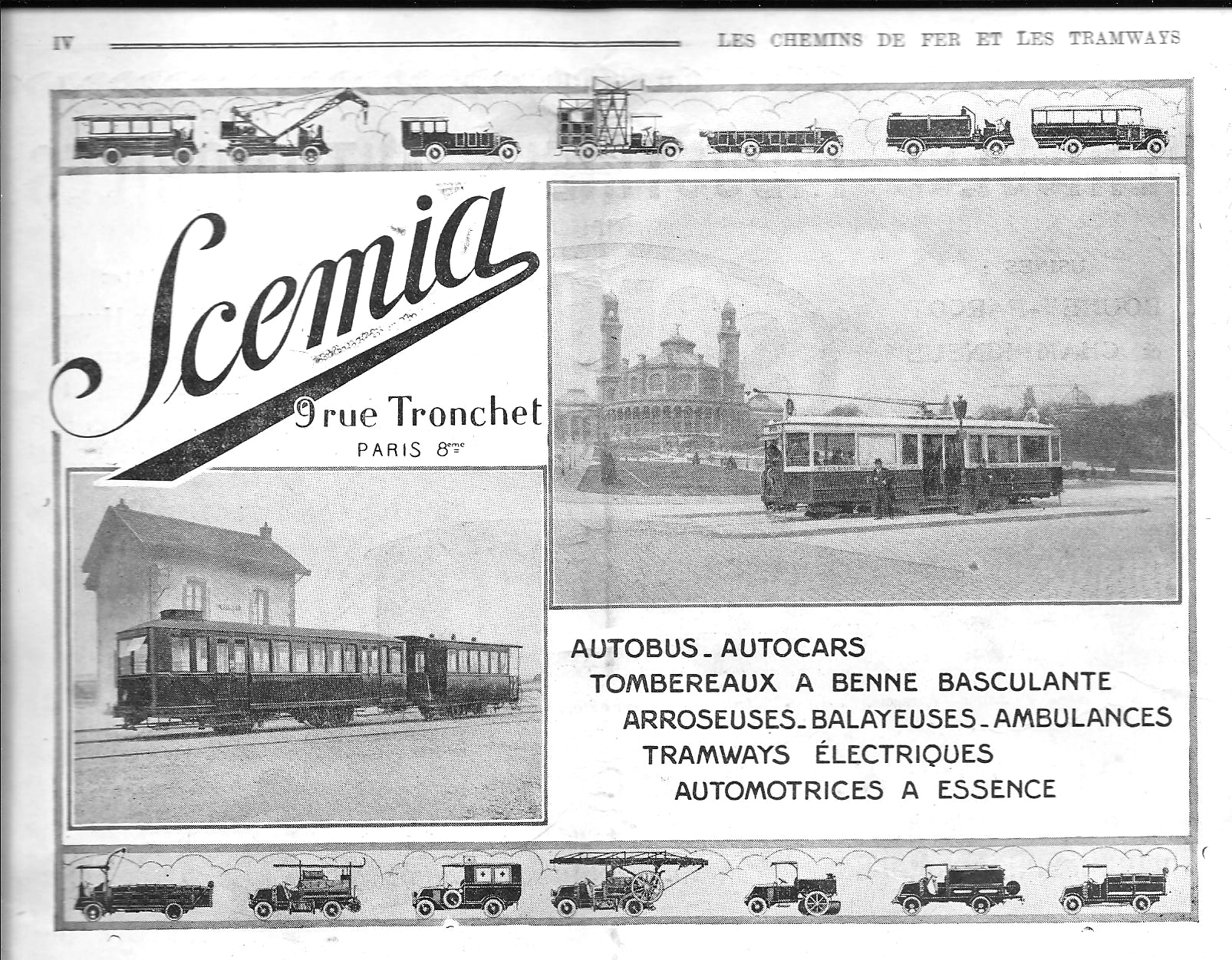
Publicité de la firme.

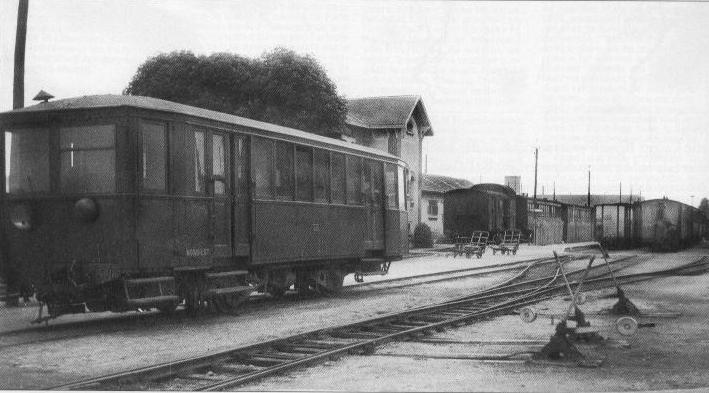
Automotrice Renault SCEMIA RS

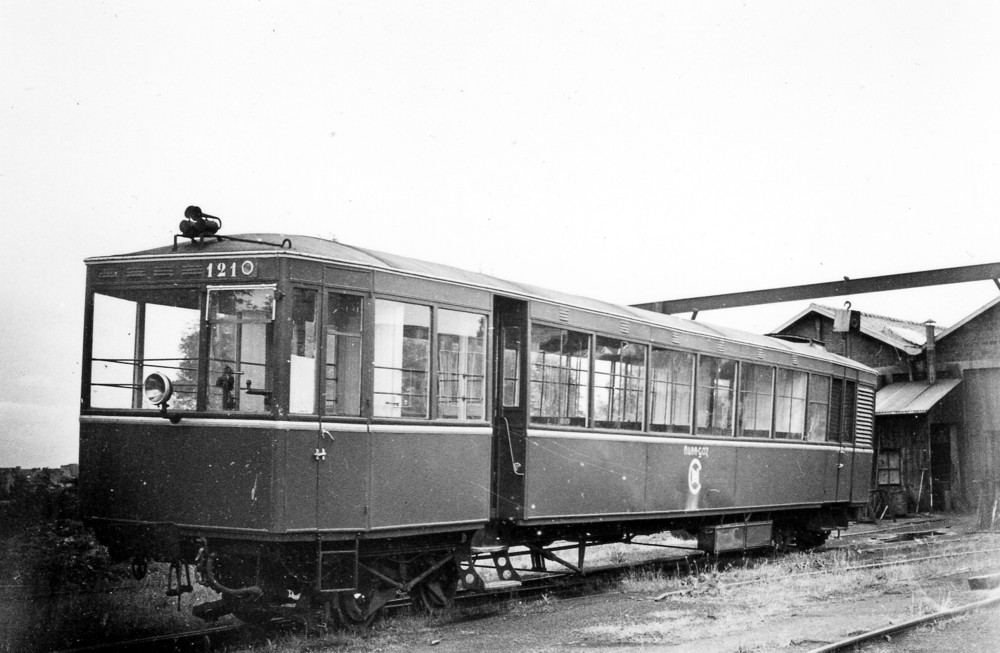
Automotrice Scemia des chemins de fer des Côtes du Nord

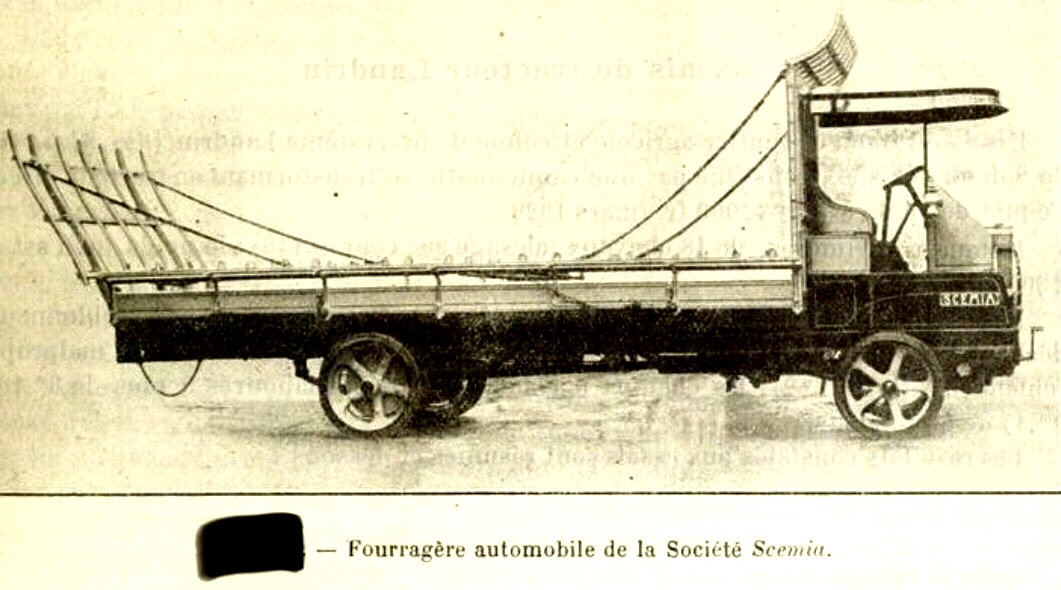
Camion SCEMIA 5t; 34 CV

La Société de construction et d'entretien de matériel industriel et agricole (SCEMIA) a construit du matériel industriel et agricole depuis 1918, jusqu'à 1958. Elle s'est aussi spécialisée dans les véhicules de transport en commun. 
À l'origine de la société se trouve monsieur André Mariage administrateur de la STCRP. Son siège se trouvait  32, rue Championnet, à Paris dans le 18e arrondissement, puis 3 rue Tronchet dans le 8e arrondissement puis 67 rue Arago à Puteaux (Hauts-de-Seine) 

## Histoire
La Scemia commence son activité en 1918, par la construction des tracteurs agricoles Universel, sous licence anglaise à la suite d'un accord établi avec la firme Saunderson. Cette production est abandonnée en 1921.
La Scemia oriente son activité après cette date vers la construction de véhicules routiers et ferroviaires en association avec Schneider puis Renault en 1923.

## Production
- Tracteurs agricoles
- Automotrices ferroviaires à essence
- Tramways électriques
- Carrosseries d'autobus
- Carrosserie de véhicules utilitaires
- Camion: Camion SCEMIA
- Camion 5t Camion SCEMIA 5 t

Le site de production se trouvait à Villetaneuse.